# Opożdżew
Opożdżew – wieś sołecka w Polsce położona w województwie mazowieckim, w powiecie grójeckim, w gminie Warka.
Wieś szlachecka  Opozdzewo położona była w drugiej połowie XVI wieku w powiecie wareckim ziemi czerskiej województwa mazowieckiego. W latach 1975–1998 miejscowość administracyjnie należała do województwa radomskiego.